# Jonna Andersson
Jonna Andersson (født 2. januar 1993) er en kvindelig svensk fodboldspiller, der spiller forsvar for engelske Chelsea i FA Women's Super League og Sveriges kvindefodboldlandshold, siden hendes debut i 2016.
Hun blev første gang indkaldt af Pia Sundhage til det svenske A-landshold i januar 2016, til en venskabskamp mod Skotland, som erstatning for Amanda Ilestedt.
Hun deltog under Sommer-OL 2016 i Rio de Janeiro, hvor de svenske hold vandt en sølvmedalje. Ligeledes samme resultat, var gældende ved Sommer-OL 2020 i Tokyo, hvor Andersson igen var med.